# Západočeská univerzita v Plzni
Západočeská univerzita v Plzni (zkracováno ZČU) je univerzitní česká vysoká škola se sídlem v Plzni, která byla založena roku 1991 sloučením Vysoké školy strojní a elektrotechnické a Pedagogické fakulty v Plzni.

## Obecné informace

### Historie
Vzniku univerzity předcházely dvě starší vysokoškolské instituce – Vysoká škola strojní a elektrotechnická a Pedagogická fakulta v Plzni. Vysoká škola strojní a elektrotechnická vznikla v roce 1949 jako pobočka Českého vysokého učení technického v Praze. Dne 27. června 1950 byla z plzeňské VŠSE vytvořena oddělená fakulta v čele s děkanem a fakultní radou, aby z ní 1. října 1953 vznikla samostatná vysoká škola, řízená rektorem. Roku 1960 došlo k rozdělení na fakulty strojní a elektrotechnickou a v roce 1990 pak vznikly fakulty aplikovaných věd a ekonomická. Pedagogická fakulta vznikla v roce 1948 jako pobočka Pedagogické fakulty Univerzity Karlovy v Praze. Od roku 1953 byla jen Vyšší pedagogickou školou, pak od roku 1959 Pedagogickým institutem a od roku 1964 samostatnou Pedagogickou fakultou. Dne 28. září 1991 byly obě vysoké školy zákonem č. 314/1991 Sb. sloučeny do vysoké školy s názvem „Západočeská univerzita“. Tu oficiálně tvořilo celkem 5 fakult – Fakulta aplikovaných věd, Fakulta ekonomická, Fakulta elektrotechnická, Fakulta pedagogická a Fakulta strojní.
V letech 1992–1993 došlo k přesunu Fakulty aplikovaných věd a Fakulty strojní do nového univerzitního areálu na tzv. Zelený trojúhelník Bory. Plán na jeho výstavbu byl přitom schválen již v roce 1973.
V roce 1993 byla zřízena Fakulta právnická a v roce 1999 Fakulta humanitních studií, která byla roku 2005 na návrh prvního děkana Ivo T. Budila přejmenována na Fakultu filozofickou. V roce 2004 byl zřízen Ústav umění a designu jako samostatný vysokoškolský ústav; v roce 2013 povýšil na Fakultu umění a designu, která se o rok později přejmenovala na Fakultu designu a umění Ladislava Sutnara. V roce 2008 se s univerzitou spojila soukromá Vysoká škola v Plzni a vznikla tak Fakulta zdravotnických studií.
Na konci první dekády 21. století proběhla na Fakultě právnické plagiátorská aféra a skandál s údajnými podvody v procesu udělování akademických titulů a řádného studia.
Na sklonku roku 2019 získala ZČU institucionální akreditaci pro jedenáct oblastí vzdělávání v bakalářském stupni studia, v osmi magisterských a ve čtyřech doktorských oblastech. Západočeská univerzita tak může v těchto oblastech tvořit a samostatně schvalovat studijní programy a na jejich základě poskytovat vysokoškolské vzdělání.
V letech 2018–2021 získalo sedm fakult a součástí ZČU ocenění Evropské komise HR Excellence in Research, zkráceně HR Award, deklarující, že daná organizace vytváří vědeckým pracovníkům ve všech ohledech příznivé podmínky a dodržuje evropské standardy.
V žebříčku vysokých škol World University Rankings 2019–2020 se ZČU umístila na 5. místě z univerzit v České republice.

#### Seznam rektorů
- Vysoká škola strojní a elektrotechnická
  - Prof. RNDr. Vojtěch Voleník (1953–1956)
  - Prof. Ing. dr. Přemysl Breník (1956–1966)
  - Prof. Ing. Emil Langer, DrSc. (1966–1969)
  - Prof. Ing. Stanislav Kubík, CSc. (1969–1985)
  - Prof. Ing. František Plánička, CSc. (1985–1990)
  - doc. RNDr. Jiří Holenda, CSc. (1990–1992)
- Západočeská univerzita
  - doc. RNDr. Jiří Holenda, CSc. (1992–1998)
  - prof. Ing. Zdeněk Vostracký, DrSc. (1998–2004)
  - doc. Ing. Josef Průša, CSc. (2004–2011)
  - doc. PaedDr. Ilona Mauritzová, Ph.D. (2011–2015)
  - doc. Dr. RNDr. Miroslav Holeček (2015–2023)
  - prof. RNDr. Miroslav Lávička, Ph.D. (2023–současnost)

### Mezinárodní spolupráce
ZČU spolupracuje s univerzitami ze zemí Evropské unie a řadou dalších univerzit z celého světa, např. z USA, Austrálie, Ruska, Číny, Jihoafrické republiky, Koreje, Tchaj-wanu či Mexika na poli vzdělávání i vědy a výzkumu.
Ročně využívá možnosti studijních či praktických stáží více než 500 studentů bakalářského, magisterského či doktorského studia, ale i čerstvých absolventů. ZČU zároveň hostí ročně na stážích přes 500 studentů ze zahraničí. Nejčastěji se jedná o Erasmus+, Inter/Freemover a další programy nebo o meziuniverzitní, fakultní a jinou spolupráci.
Na partnerských institucích je možné získat tzv. double degree, tedy diplom ve druhém jazyce.
Od roku 2024 je ZČU členem aliance evropských univerzit EUPeace. Spolu s ostatními partnerskými institucemi se podílí na zlepšování kvality a konkurenceschopnosti evropského vysokého školství.

### Věda a výzkum
Západočeská univerzita v Plzni má čtyři výzkumná centra řešící tuzemské i zahraniční projekty základního a aplikovaného výzkumu v oblastech perspektivních materiálů a technologií a inteligentní řešení pro průmysl, lékařství a veřejný sektor. Výzkumné týmy transferují výsledky díky vazbě na průmyslové podniky v regionu i v zahraničí. Výzkum na ZČU se provádí v oblasti humanitních, přírodních a společenskovědních oblastech věd.

## Fakulty a součásti

### Fakulta aplikovaných věd

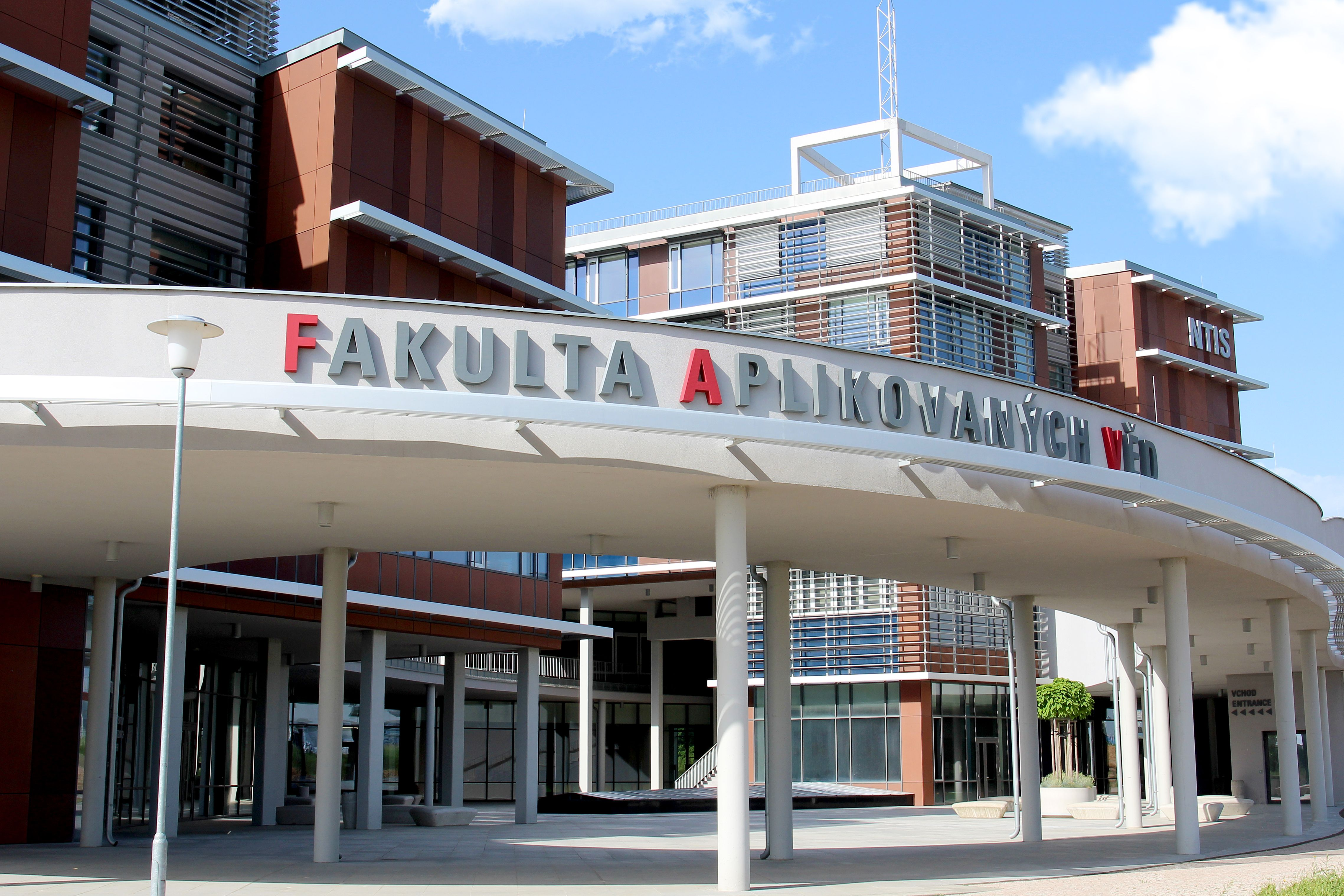
Fakulta aplikovaných věd ZČU

Fakulta aplikovaných věd je fakultou inženýrsko-přírodovědného profilu a klade si za cíl připravovat budoucí inženýry, magistry, bakaláře a doktory (Ph.D.) v oborech se znalostmi matematiky, geomatiky, fyziky, mechaniky, stavitelství, informatiky a kybernetiky.

### Fakulta designu a umění Ladislava Sutnara
Umělecká fakulta nesoucí jméno Ladislava Sutnara, plzeňského rodáka a česko-amerického designéra, která provozuje Galerii Ladislava Sutnara.

### Fakulta ekonomická
Jedná se o fakultu ekonomického zaměření. Sídlo má v Plzni a v Chebu. Výuka se realizuje v bakalářských, navazujících magisterských i doktorských programech v oblastech managementu, marketingu, financí, projektového řízení, informačního managementu a geografie.

### Fakulta elektrotechnická

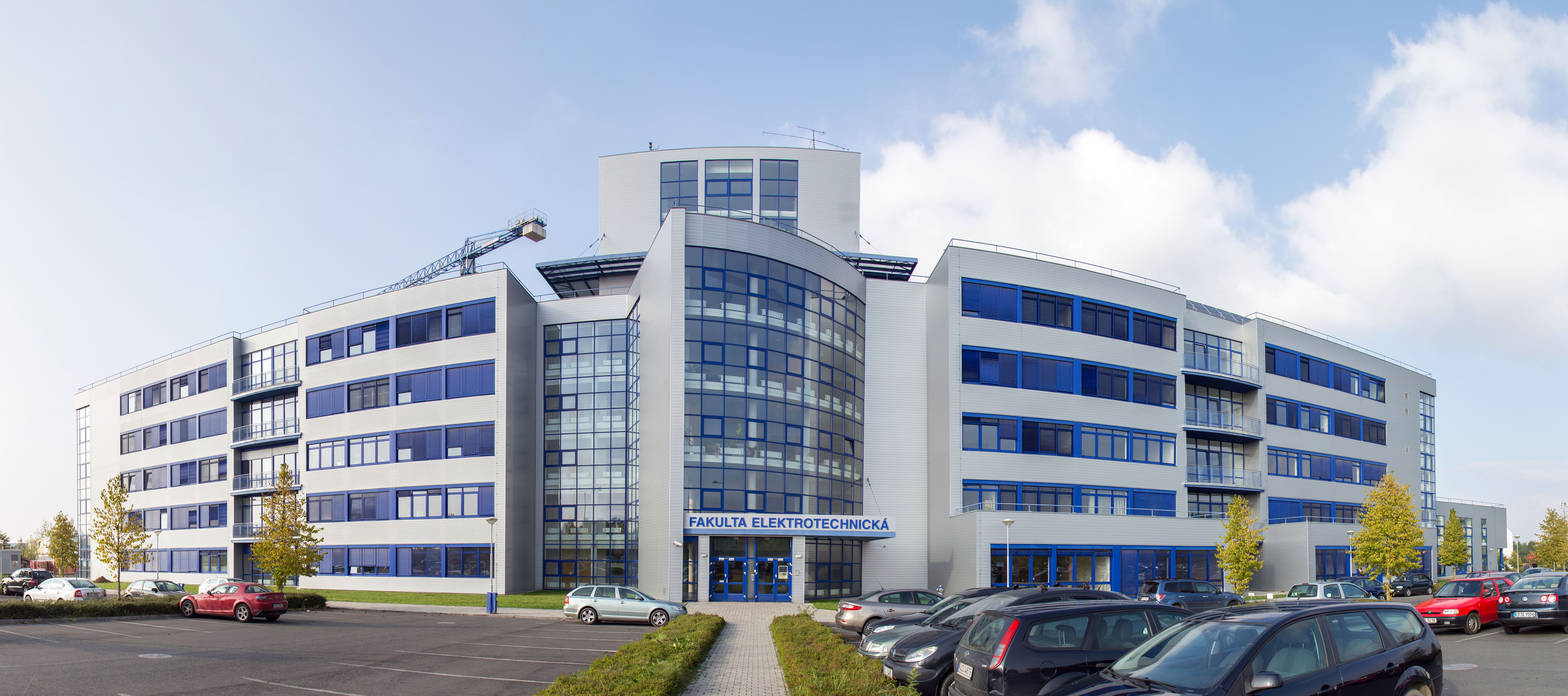
Fakulta elektrotechnická ZČU

Technická fakulta realizuje studium v bakalářských, magisterských a doktorských studijních programech. Jedná se o jednu z nejstarších fakult univerzity.

### Fakulta filozofická
Fakulta humanitního zaměření zahrnující paletu oborů z oblasti společenských a humanitních věd. Studovat lze v bakalářských, navazujících magisterských i doktorských programech. Fakulta se podílí na společenských a kulturních aktivitách v Plzni.

### Fakulta pedagogická

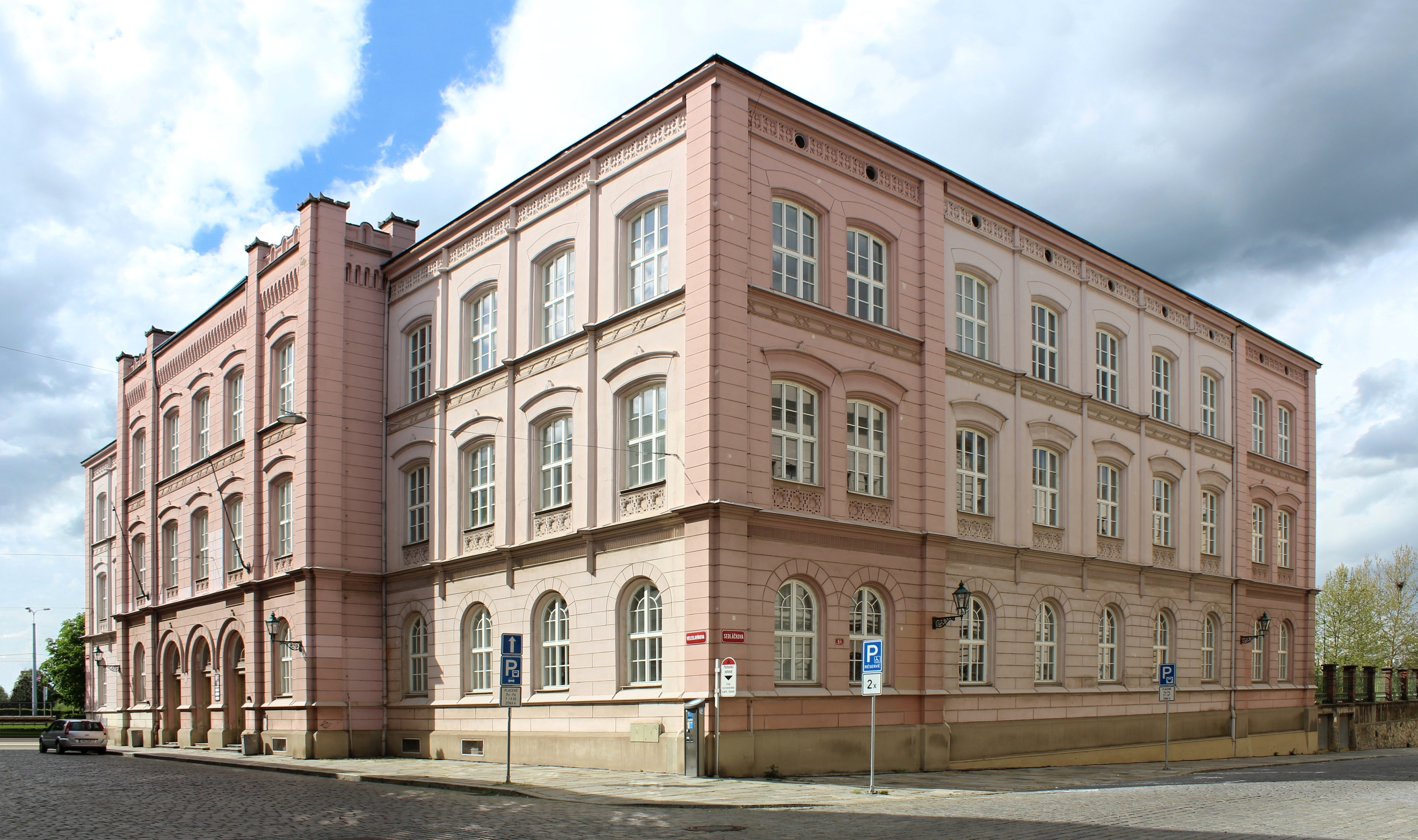
Fakulta pedagogická ZČU

Fakulta pedagogická připravuje studenty na učitelské i neučitelské profese v bakalářských (Bc.), magisterských (Mgr.) a doktorských (Ph.D.) studijních programech. Fakulta pedagogická je nejstarší a zakládající fakultou Západočeské univerzity v Plzni.

### Fakulta právnická

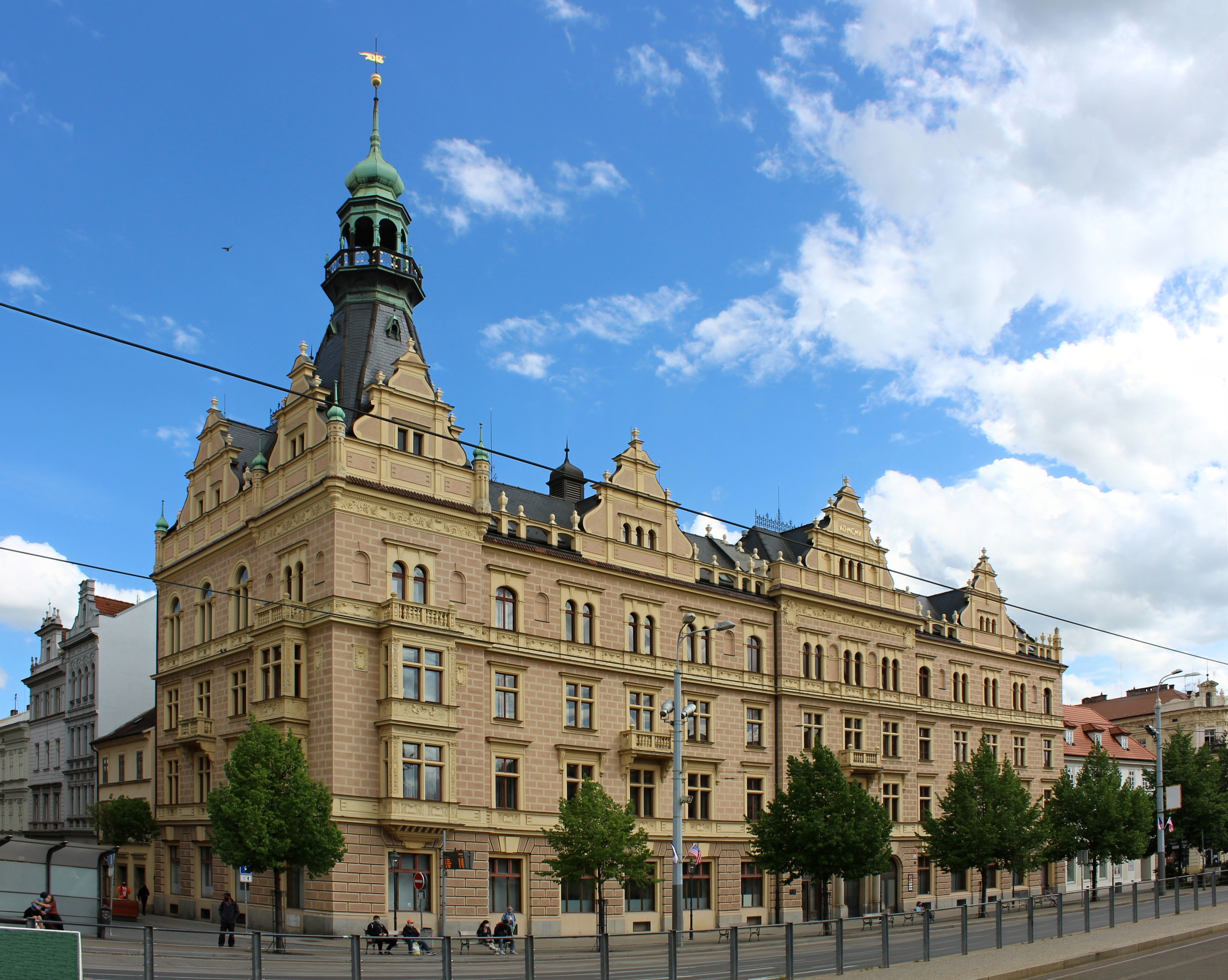
Fakulta právnická ZČU

FPR je jednou ze čtyř právnických fakult v České republice. Studium uskutečňuje v bakalářském, magisterském, navazujícím i doktorském studiu. Obory jsou zaměřené na studium různých forem Práva, Veřejné správy i Právních věd. Fakulta disponuje i právem konat rigorózní zkoušku (JUDr.). 

### Fakulta strojní
Na fakultě lze studovat bakalářské, navazující magisterské i doktorské studijní programy. Jedná se o jednu z nejstarších fakult univerzity.

### Fakulta zdravotnických studií
Fakulta zdravotnických studií si klade za cíl připravovat jak v rovině teoretické tak praktické odborníky způsobilé k výkonu nelékařského zdravotnického povolání v ČR s možností uplatnění v rámci členských zemích EU.

### Nové technologie – výzkumné centrum

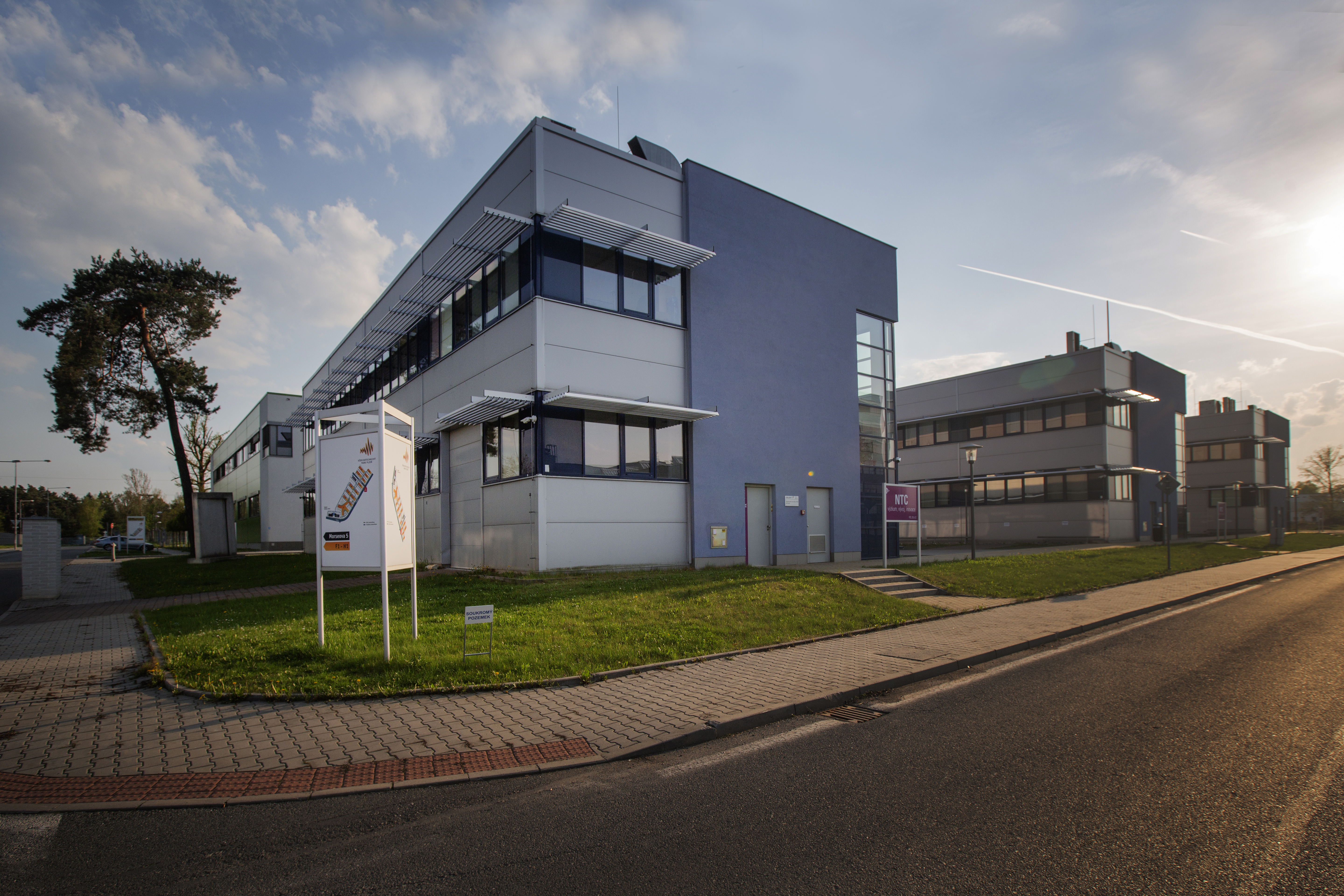
Nové technologie – výzkumné centrum ZČU

Nové technologie – výzkumné centrum Západočeské univerzity (NTC) je nezávislý vysokoškolský ústav Západočeské univerzity v Plzni, který se od roku 2000 věnuje výzkumu, vývoji a inovacím pro průmyslové využití.

## Jednotky fakult

### Nové technologie pro informační společnost
Na Fakultě aplikovaných věd bylo v roce 2014 vybudováno evropské centrum excelence, Nové technologie pro informační společnost (NTIS). Výzkumné programy centra jsou zaměřené na výzkum, vývoj a inovace v oboru informační společnosti a materiálů.

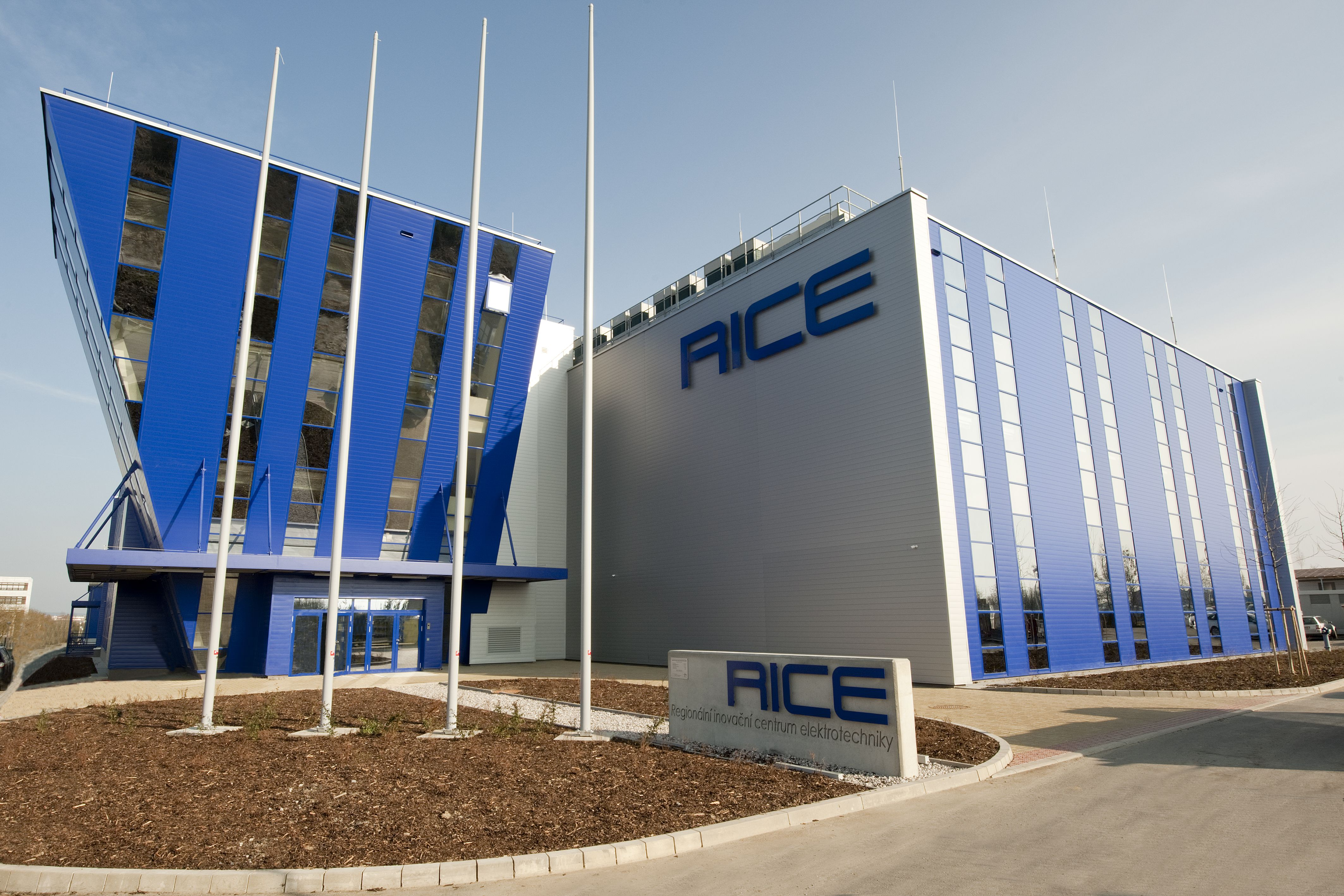
Regionální inovační centrum elektrotechniky ZČU

### Research and Innovation Centre for Electrical Engineering
Research and Innovation Centre for Electrical Engineering (RICE) je výzkumným centrem Fakulty elektrotechnické ZČU. Zaměřuje se na nové koncepce pohonů a technologií pro dopravní systémy, řídicí systémy pro dopravní techniku a energetiku, materiálový výzkum, rozvoj pokročilých jaderných technologií, diagnostiku, matematické modelování a další.

### Regionální technologický institut
Regionální technologický institut (RTI)  je strojírenským a technologickým výzkumným centrem Fakulty strojní. Specializuje se na moderní konstrukci vozidel a jejich pohonných systémů, výrobní stroje a jejich modernizaci, tvářecí technologie a technologie obrábění.

### Western Stars
Univerzitní sportovní tým Western Stars při Západočeské univerzitě v Plzni sdružuje sportovně nadané studenty. Ti reprezentují svou alma mater i svou vlast na světových meziuniverzitních soutěžích, na Českých akademických hrách, ale i na vrcholných soutěžích, např. na Mistrovství světa a Evropy, na Světovém poháru, Univerziádě apod. 

### Centrum afrických studií v Etiopii
ZČU založila v první polovině roku 2014 pobočku v Etiopii. Byla zřízena na univerzitě v Jimmě jako společné vzdělávací a výzkumné pracoviště pod názvem Centrum afrických studií. Univerzita tak učinila se záměrem stát se ohniskem výzkumu a vzdělávání zaměřeného na subsaharskou Afriku.

## Další součásti univerzity

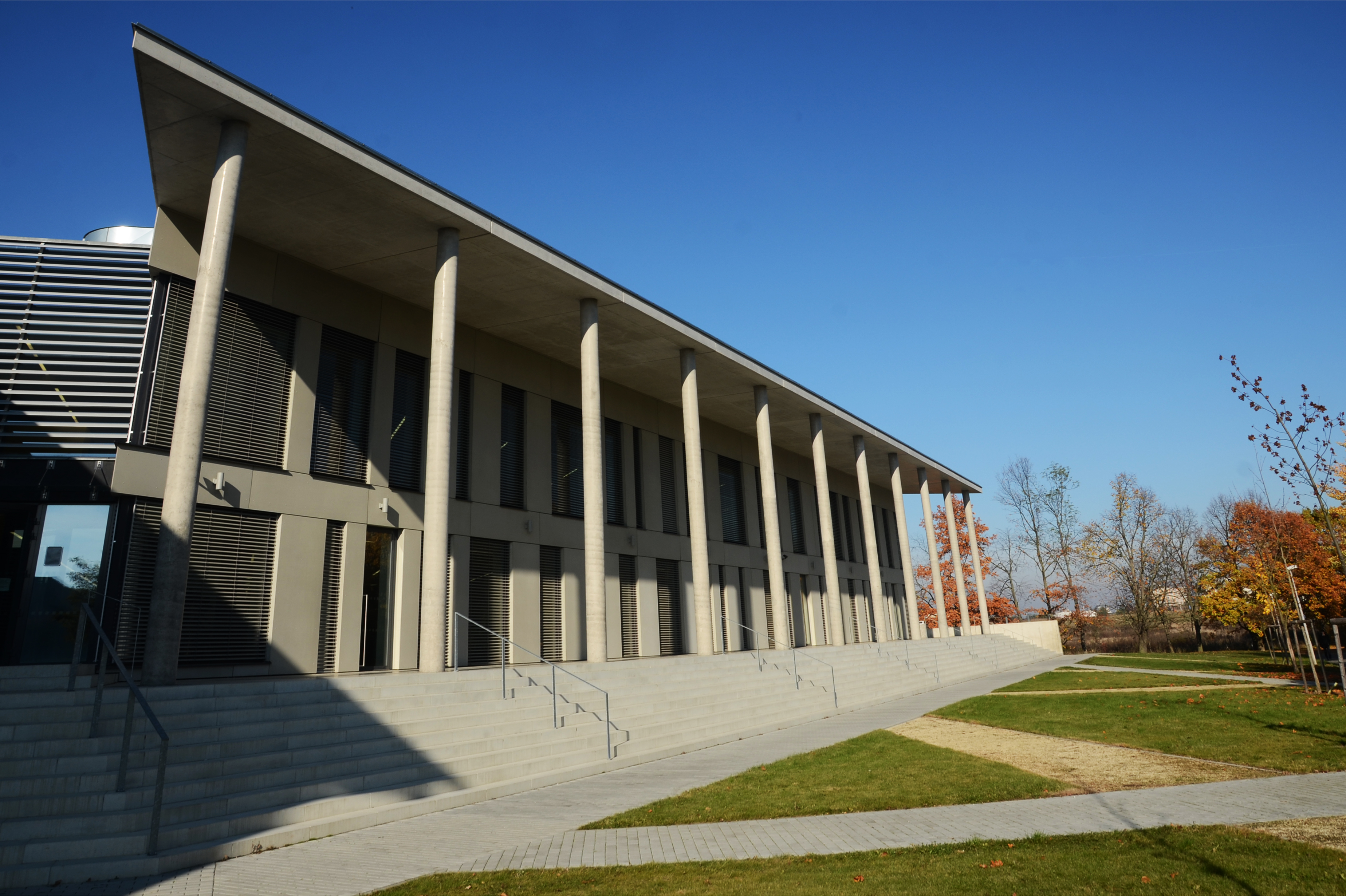
Knihovna ZČU

### Univerzitní knihovna
Univerzitní knihovna Západočeské univerzity byla zřízena v roce 1998. Tvoří ji 5 dílčích knihoven: Knihovna Bory, Filozofická a právnická knihovna, Knihovna zdravotnických studií, Pedagogická knihovna a Ekonomická knihovna v Chebu. Součástí univerzitní knihovny jsou i Oddělení vydavatelství a tiskových služeb.
Univerzitní nakladatelství vydává ročně kolem 100 titulů.

### Centrum informatizace a výpočetní techniky
Centrum informatizace a výpočetní techniky provozuje a rozvíjí informační technologie a informační systémy pro potřeby ZČU.
Je zde také vyvíjen informační systém pro administraci studijní agendy IS/STAG, který užívá 14 vysokých škol a univerzit v Česku.

### Celoživotní vzdělávání
Oddělení koncepce celoživotního a distančního vzdělávání ZČU připravuje prezenční i on-line kurzy k pracovnímu a osobnímu rozvoji pro zaměstnance i veřejnost. Provozuje popularizační portál Bav se vědou a připravuje příležitosti pro popularizaci vědy na základních a středních školách. Každoročně pořádá konferenci Učitel-IN, která se věnuje využití ICT (informačních a komunikačních technologií) ve vzdělávání. 

### Univerzita třetího věku
Univerzita třetího věku (U3V) je program neprofesního celoživotního vzdělávání pro zájemce ve starobním či plném invalidním důchodu. Zahrnuje přednášky, semináře, exkurze i letní školu v široké škále témat od historie přes astronomii, strojírenství a techniku, literaturu až po moderní technologie. Výuka probíhá nejen v Plzni, ale i v dalších městech Plzeňského a Karlovarského kraje.

### Informační a poradenské centrum
Informační a poradenské centrum ZČU nabízí studijní, sociální, psychologické a právní služby. Jeho klienty jsou uchazeči o studium a stávající studenti, případně absolventi. Systém podpory je doplněn o organizaci pomoci pro osoby se specifickými potřebami. Centrum také koordinuje aktivity Akademického centra univerzity (studentská klubovna a coworkingové centrum Kulturka) a zabývá se projektovou činností.

### Ústav jazykové přípravy
UJP poskytuje výuku devíti jazyků pro studenty ZČU i pro veřejnost. Každoročně pořádá mezinárodní letní jazykovou školu.

### Ústav tělesné výchovy a sportu
Ústav tělesné výchovy a sportu nabízí tzv. neoborovou tělesnou výchovu pro studenty všech fakult. Vedle toho zajišťuje sportovní reprezentaci ZČU, ve spolupráci s ČAUS pak organizuje akademické mistrovské i nemistrovské sportovní soutěže, soutěže pro studenty i pro veřejnost.

### Kulturka – klubovna a coworking

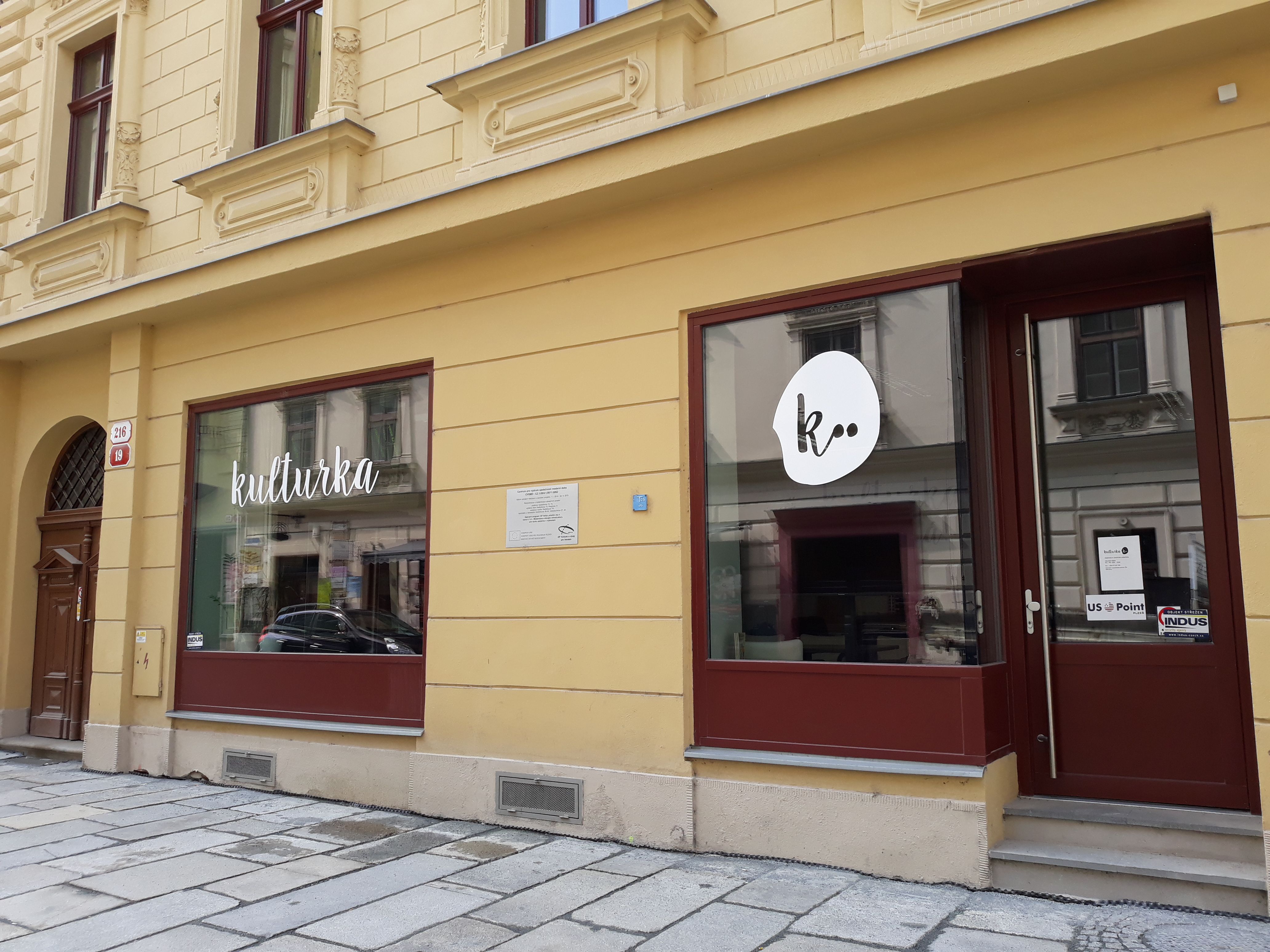
Kulturka

Univerzitní prostor Kulturka se nachází v centru Plzně a zahrnuje studentskou klubovnu a univerzitní coworking. Obě zázemí jsou využívána k pořádání formálních i neformálních akcí.

### Univerzitní kavárna Družba

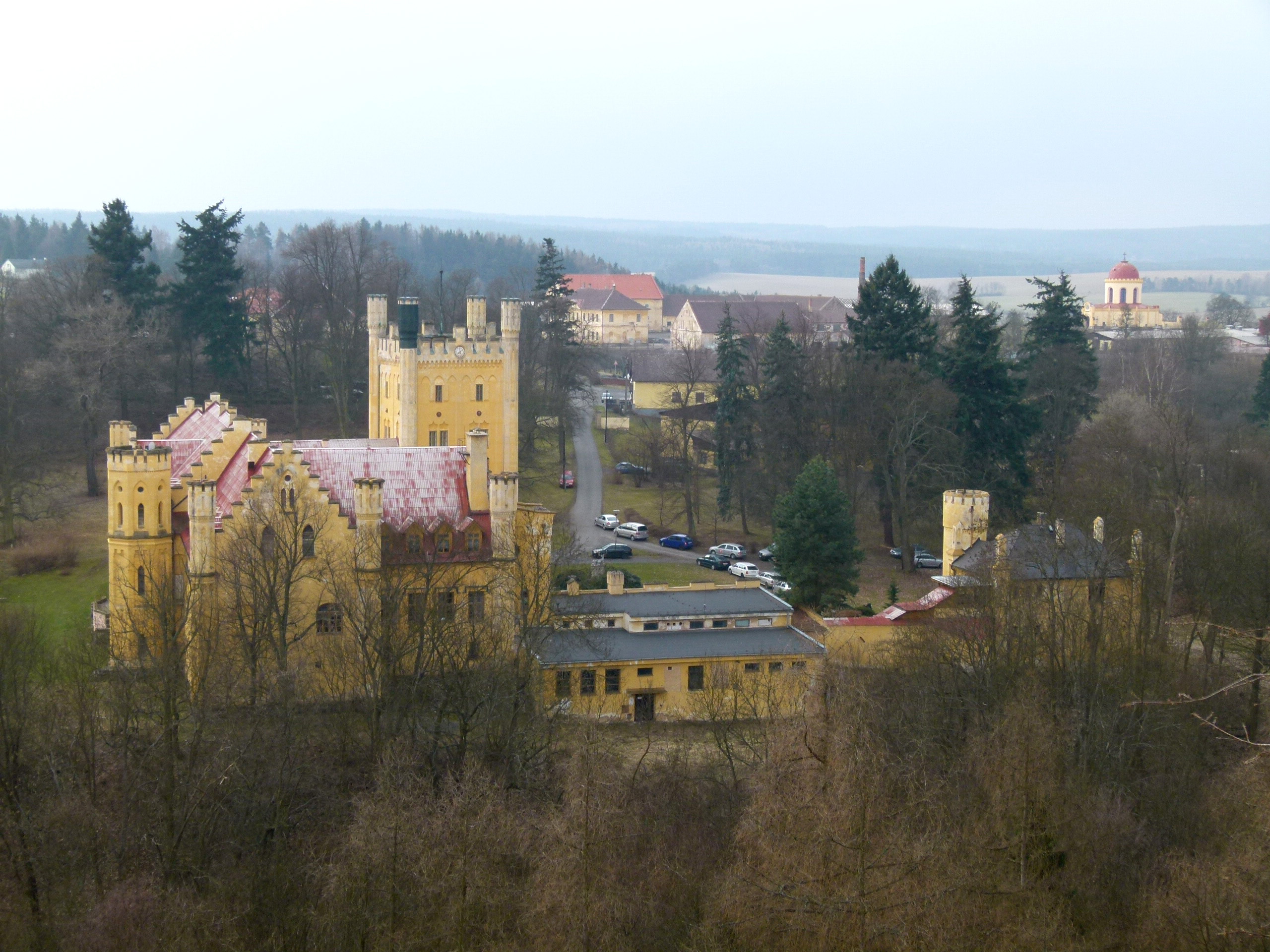
Zámek Nečtiny

Univerzitní kavárna Družba je jedinou družstevní kavárnou v Plzni provozovanou absolventy, pracovníky a studenty Západočeské univerzity. Družstvo provozuje kavárnu jako otevřený kulturní a společenský prostor, snažící se o bezodpadový provoz a podporu etické, ekologické a pokud možno lokální produkce. V kavárně se v průběhu semestru i mimo něj konají pravidelně akce organizovány studenty, katedrami nebo neziskovými organizacemi, které pokrývají široké spektrum témat a žánrů.

### Zámek Nečtiny
ZČU je vlastníkem zámku Nečtiny, který slouží jako její školící a rekreační středisko. Jsou zde kapacity pro konference a školení, sportovní a turistické akce. Zámecký park je volně přístupný veřejnosti.

## Budovy ZČU

### Výstavba univerzitního kampusu

Kampus ZČU

Po svém vzniku sídlila Vysoká škola strojní a elektrotechnická (VŠSE) v mnoha pronajatých i vlastních prostorách po celé Plzni. Proto se již v roce 1964 se začalo uvažovat o výstavbě nového areálu na Borských polích s univerzitním zázemím, příslušnou infrastrukturou, a hlavně se zajištěním výuky koncentrovaně na jednom místě. V roce 1985 byl položen základní kámen budovy Fakulty strojní, první vlaštovka univerzitního kampusu přezdívaného „Zelený trojúhelník“. Dnes zde sídlí rektorát, pět fakult, Ústav jazykové přípravy, tři fakultní výzkumné ústavy, Centrum informatizace a výpočetní techniky (CIV), tělocvičny, menza, rozsáhlá knihovna a v neposlední řadě i několik kaváren.

### Historie univerzitního kampusu ZČU v bodech
- 1964 – vypracován investiční záměr na výstavbu nového areálu VŠSE na Borských polích
- 1980 – vznik studie areálu „Zelený trojúhelník“ od architekta Pavla Němečka
- 1985 – položení základního kamene Fakulty strojní na Borských polích
- 1992 – dokončení budovy Fakulty strojní; do jejích prostor se nastěhovaly Fakulta strojní a Fakulta aplikovaných věd
- 1996 – dokončení budov rektorátu, menzy i tělocvičny Katedry tělesné výchovy a sportu
- 1998 – dokončení budovy Centra informatizace a výpočetní techniky (CIV)
- 2001 – dokončení budovy Univerzitní knihovny
- 2004 – dokončení budovy Fakulty elektrotechnické
- 2012 – dokončení budov Fakulty designu a umění Ladislava Sutnara[18] a Regionálního technologického institutu (RTI)
- 2014 dokončení budovy Fakulty aplikovaných věd a výzkumného centra Nové technologie pro informační společnost (NTIS)[19],  dokončení přístavby knihovny[20]
- 2015 – dokončení budovy Regionálního inovačního centra elektrotechniky (RICE)
- 2016 – přestěhování Fakulty ekonomické do budovy Fakulty strojní
- 2018 – dokončení přístavby menzy
- 2019 – rozšíření tramvajové linky k univerzitnímu kampusu[21]

### Budovy ZČU v kampusu a ve městě
V průběhu let se rozšiřoval nejen univerzitní kampus, ale i šíře poskytovaného studia. Na „Zelený trojúhelník“ se tak mohla přestěhovat jen část univerzity, zatímco některé fakulty a součásti univerzity zůstávají v centru Plzně a výzkumný ústav NTC je situován na vzdálenějším konci Borských polí.

### Seznam univerzitních budov

#### Univerzitní kampus
- Rektorát – Univerzitní 2732/8
- Fakulta elektrotechnická a Regionální inovační centrum elektrotechniky (RICE) – Univerzitní 2795/26
- Fakulta strojní a Regionální technologický institut, Fakulta ekonomická, Ústav jazykové přípravy, International Office – Univerzitní 2762/22
- Centrum informatizace a výpočetní techniky – Univerzitní 2746/20 (spolu s Informačním a poradenským centrem)
- Univerzitní knihovna na Borech – Univerzitní 2763/18
- Fakulta designu a umění Ladislava Sutnara – Univerzitní 2954/28
- Menza na Borech – Univerzitní 12
- Katedra tělesné výchovy a sportu – Univerzitní 2765/14
- Fakulta aplikovaných věd a výzkumné centrum NTIS – Technická 2967/8

#### Centrum Plzně, další místa v Plzni
- Fakulta právnická – sady Pětatřicátníků 320/14
- Fakulta filozofická – komplex budov Sedláčkova 36-40 a Veleslavínova 27-29 (děkanát, studijní oddělení, KAR, KHV), Sedláčkova 214/15 (KAJ, KBS, KAR – laboratoře), budova na rohu ulic Sedláčkova 216/19 a Riegrova 217/11 (KAG, KRO, KSJ, KFI), Jungmannova 153/1 (KAP),
- Fakulta pedagogická – Veleslavínova 342/42 (KČJ, KHI, KCH, KRF, děkanát, studijní oddělení), Dominikánská 284/9, Chodské náměstí 1015/1 (KBI, KPS, KPG, KAN, KNJ), Klatovská třída 1736/51 (KTV, KVD, KVK, KMT, knihovna FPE)
- Fakulta zdravotnických studií – Husova 664/11, Klatovská třída 1736/51 (knihovna FZS)
- Univerzita třetího věku a Ústav jazykové přípravy (učebny v centru) – Jungmannova 153/1
- Menza Kollárova – Kollárova 1239/19
- Galerie Ladislava Sutnara – Riegrova 217/11
- Univerzitní knihovna Fakulty právnické a Fakulty filozofické – sady Pětatřicátníků 321/16
- Kavárna Družba –  Sedláčkova 216/19
- Kulturka –  Sedláčkova 216/19
- Výzkumné centrum NTC – Teslova 9, Teslova 9a, Teslova 11, Teslova 5b (Plzeňský vědecko-technologický park, budovy F, G, H, C1)

#### Cheb
- Fakulta ekonomická a Fakulta pedagogická v Chebu – Hradební 22/2047

## Letní školy
Prázdninové měsíce jsou na Západočeské univerzitě v Plzni každoročně ve znamení letních škol určených dětem, středoškolákům, vysokoškolákům i široké veřejnosti. Kromě dvou největších tradičních akcí, ArtCamp a MLJŠ, pořádá ZČU ještě mnoho dalších letních škol, zaměřených na techniku, ekonomiku, sport i kreativitu.

### Mezinárodní letní jazyková škola
Již od roku 1990 pořádá ZČU v červenci letní jazykové kurzy pro studenty, mládež, děti i veřejnost. Vyučuje se zde 8 jazyků v kurzech jak obecně, tak i odborně zaměřených. 

### ArtCamp
Od roku 2005 pořádá Fakulta designu a umění Ladislava Sutnara mezinárodní letní školu umění, neboli ArtCamp. Koná se ve třech červencových týdnech.

## Klub absolventů
Klub absolventů Západočeské univerzity v Plzni funguje od roku 2010. Univerzita chce jeho prostřednictvím zůstat v kontaktu se svými bývalými studenty a nadále s nimi spolupracovat. Klub má v roce 2022 přes 3.500 členů. 
Jednou za dva roky pořádá ZČU pro své absolventy Festival absolventů.

## Popularizace vědy

### Bav se vědou
ZČU provozuje internetový magazín Bav se vědou o vědě a technice.

### Dny vědy a techniky
Interaktivní výstava Dny vědy a techniky proměňuje každoročně na dva dny plzeňské centrum ve vědeckou laboratoř. Přes třicet expozic představuje vědecké obory z nevšedního úhlu pohledu díky experimentům vycházejícím jak z běžného života, tak z netradičních vědeckých odvětví.

### Noc vědců

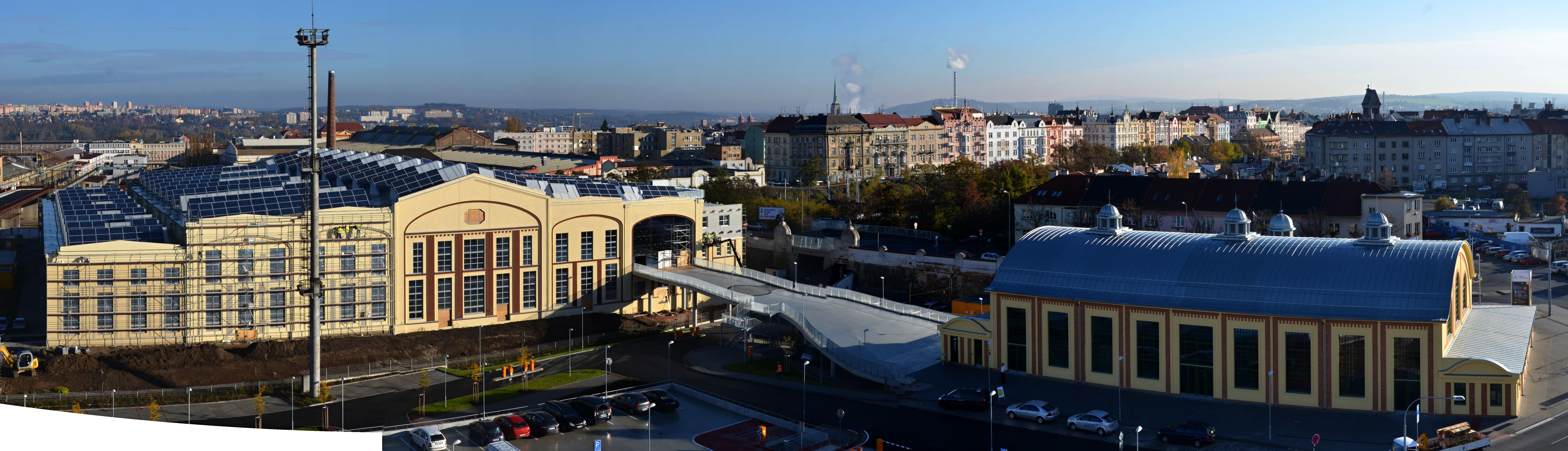
Areál Techmania Science Center

Noc vědců je celoevropská populárně naučná akce, při které se každým rokem na jeden den otevírají brány vědeckých institucí, univerzit, science center, muzeí či knihoven, aby zábavnou formou přestavily práci vědců a její význam pro společnost. Mezi více než 30 zapojenými městy v České republice je i Plzeň a ZČU se zde pravidelně aktivně podílí na programu.

### Techmania
Univerzita je jedním ze zřizovatelů science centra Techmania. Cílem projektu je podnítit nebo posílit zájem veřejnosti o vědu a techniku a inspirovat děti a mládež ke spojení jejich profesní kariéry s výzkumem a technickými obory.

### Akademici Plzeň
Akademici Plzeň jsou hokejovým týmem plzeňských vysokých škol – ZČU a Lékařské fakulty UK v Plzni. Od roku 2019 jsou součástí Univerzitní ligy ledního hokeje. Tým pořádá každoroční hokejovou bitvu o Plzeň, kdy se střetnou hráči ZČU s týmem lékařské fakulty UK.